# Villamanrique de la Condesa
Villamanrique de la Condesa es un municipio y localidad española de la provincia de Sevilla, en la comunidad autónoma de Andalucía. El término municipal, ubicado en la comarca de las Marismas del Guadalquivir, tiene una población de 4677 habitantes (INE 2024).

## Geografía
Esta localidad está rodeada de municipios marismeños de las provincias de Huelva y Sevilla. Al oeste se encuentra el municipio onubense de Hinojos, tras el cual está Almonte. Villamanrique limita al sur con Aznalcázar, aunque atravesando ese municipio hacia el sur se llega al término municipal de Almonte. Al este de Villamanrique se encuentra Aznalcázar, y al este de este último está Isla Mayor.
| Noroeste: Hinojos | Norte: Pilas    | Noreste: Aznalcázar |
| Oeste: Hinojos    |                 | Este: Aznalcázar    |
| Suroeste Hinojos  | Sur: Aznalcázar | Sureste: Aznalcázar |

## Historia
La zona estuvo poblada desde el Calcolítico, habiéndose encontrado dentro de su término municipal un yacimiento de esta época y otro de la Edad del Bronce, en el mismo lugar (Cerro de Chillas). La ciudad primigenia pudo haberse creado en la época de Tartessos. En la localidad se encontró una pieza de bronce de Astarté, el Bronce Carriazo, que puede datarse de esta época. El nombre original del municipio fue Mures, derivación del vocablo "murena", que significa "ratón". Posteriormente, los cartagineses fundaron en esta zona un poblado dedicado a la extracción de tintura púrpura. En la época romana se habla de ella como una ciudad amurallada con puertas de oro. En el año 112 se construyó en ella el castillo de Tyle, donde según Flavio Dextro fue ejecutado por su fe san Florencio.
El espacio geográfico concreto de la zona se encuadra dentro de la comarca sevillana de Las Marismas, por la conformación orográfica característica de estos lugares. Los datos geomorfológicos, lo mismo que las fuentes antiguas nos retrotraen a un horizonte, que formaba parte de una amplia ribera del Lacus Licustinus, sin estar dentro de lo que, posteriormente sería el relleno de esta antigua cubeta por los arrastres arenosos del Guadalquivir, que es La Marisma propiamente dicha. La arqueología se ha encargado de demostrar los hallazgos, enterrados en los limos aportados por el río. En 1978, cerca del Cortijo de Chillas (Villamanrique),  fue hallada la Estela de Villamanrique, primera muestra epigráfica de la lengua tartesia, por los vecinos D. Manuel Carrasco Díaz y D. Manuel Zurita Chacón. Cfr.: ZURITA CHACÓN, Manuel: Concordia y Hermandad (La religiosidad popular: un caso singular en el siglo XVIII). Coordinación científica y edición de Manuel Zurita. Talleres Ulzama,  Huarte (Navarra). Villamanrique, 2019. 437 pp.+ CD. (En colaboración). ISBN: 978-84-09-15986-4. 
En la época musulmana fue conocido como Mures (que en árabe significa 'Muros'). En este lugar se asentó uno de los linajes musulmanes más importantes de la región, el de los Jaldún. Durante esta época se introdujeron en el municipio el cultivo de la vid, el olivo, los higuerales y otros, además del regadío. Tras la Reconquista en el siglo XIII el municipio pasó a la Orden de Santiago. En el siglo XVI pasó a la Corona española, que la vendió a Francisco de Zúñiga y Guzmán, IV duque de Béjar. En 1570 Felipe II creó un marquesado en esta localidad para Manrique de Zúñiga, pasando la localidad a llamarse Villamanrique de Zúñiga.
En la segunda mitad del siglo XIX el duque de Montpensier, Antonio de Orleans, adquirió una casa con molino del siglo XVI que había pertenecido a los Zúñiga. Posteriormente, Luis Felipe Alberto de Orleans, conde de París, compró esta propiedad y construyó, entre 1875 y 1882 un palacio conocido como palacio de Orleans-Borbón. En la actualidad sigue perteneciendo a la casa Orleans. En él han continuado viviendo miembros de la casa Orleans y de la casa de Borbón, como Pedro de Orleans y Braganza (m. 2007) y Esperanza de Borbón (hermana de María de Borbón, madre de Juan Carlos I) (m. 2005). Esta familia nobiliaria sería la heredera de la corona imperial brasileña, aunque en 1889 Brasil se constituyó como república.
Hasta la reforma de la nomenclatura municipal de 1916 el municipio se llamaba simplemente Villamanrique. En dicha fecha su nombre fue modificado por el de Villamanrique de la Condesa, en honor de María Isabel de Orleans y Borbón, infanta de España y condesa consorte de París.
La parroquia de Santa María Magdalena fue construida en el siglo XIX sobre otra anterior. Es de estilo neoclásico y alberga piezas de los siglos XVII y XVIII.
En 2021 contaba con un total de 4537 habitantes.

## Demografía
Cuenta con una población de 4677 habitantes (INE 2024).
| Gráfica de evolución demográfica de Villamanrique de la Condesa entre 1842 y 2021 |
| |
| Población de derecho según los censos de población del INE Población de hecho según los censos de población del INEEn este censo se denominaba Villamanrique de Zúñiga: 1842 En estos censos se denominaba Villamanrique: 1857, 1860, 1877, 1887, 1897 y 1900 |

| 3826                      | 3936 | 4000 | 4097 | 4129 | 4162 | 4167 | 4266 | 4359 | 4406 | 4503 |
| (Fuente: INE [Consultar]) |      |      |      |      |      |      |      |      |      |      |

## Economía
Con datos de 2014, el municipio posee 1010 ha de cultivos herbáceos, de los cuales 95 ha son de sandía y 150 ha son de cereales de invierno para forrajes. Tiene 1863 ha de cultivos leñosos, de los cuales 417 son de naranjos y 250 son de olivar de aceituna de mesa.

### Evolución de la deuda viva municipal
El concepto de deuda viva contempla sólo las deudas con cajas y bancos relativas a créditos financieros, valores de renta fija y préstamos o créditos transferidos a terceros, excluyéndose, por tanto, la deuda comercial.
| Gráfica de evolución de la deuda viva del Ayuntamiento de Villamanrique de la Condesa entre 2008 y 2022                                  |
| |
| Deuda viva del Ayuntamiento de Villamanrique de la Condesa, en miles de euros, según datos del Ministerio de Hacienda y Función Pública. |

## Cultura

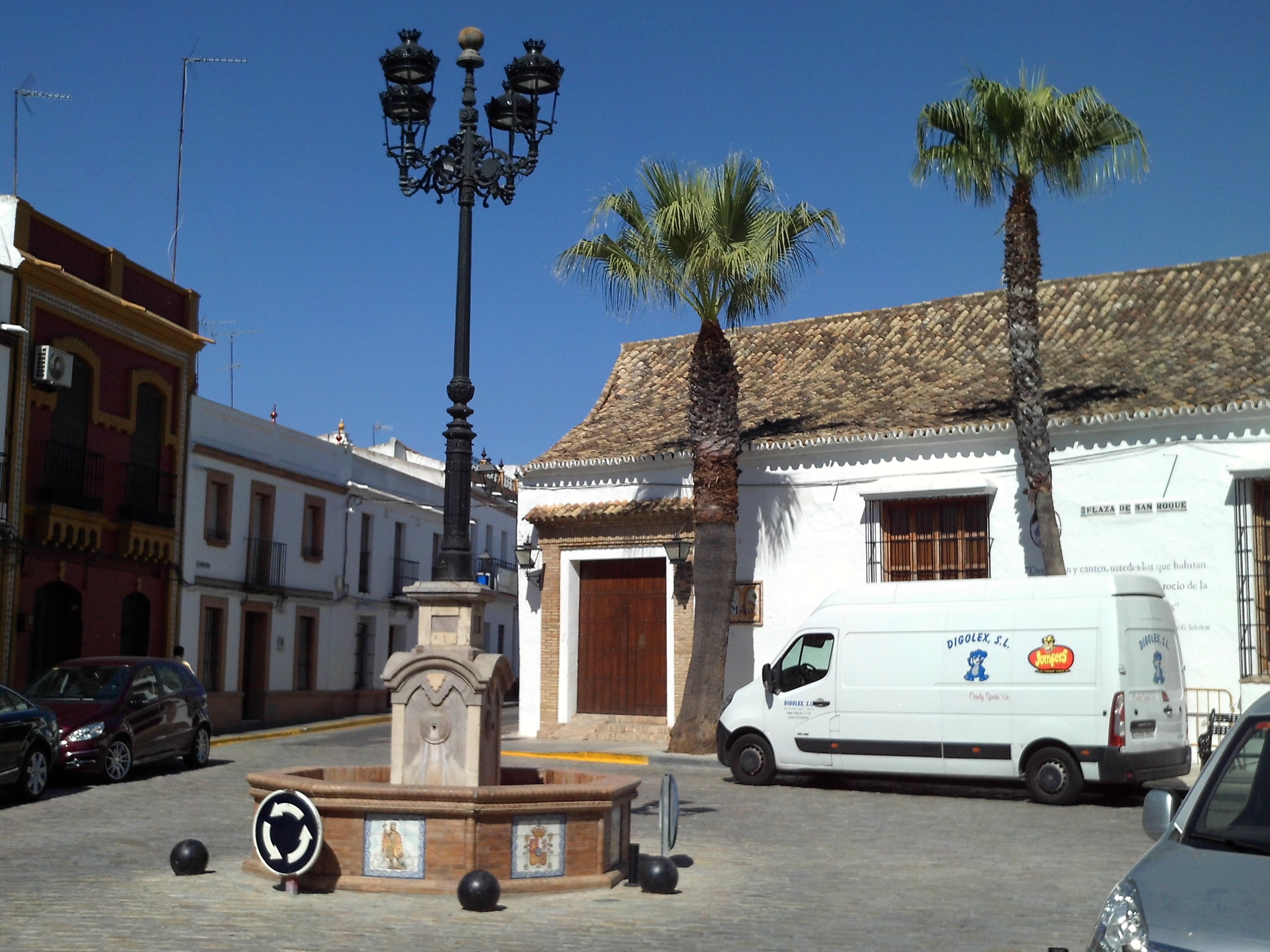
Plaza de San Roque

### Tradición rociera
Existe una leyenda que dice que la Virgen del Rocío (del siglo XIII) fue encontrada a comienzos del siglo XV en un árbol por un cazador de Mures (Villamanrique) llamado Gregorio Medina. 
En el siglo XVII se fundó en la localidad una Hermandad del Rocío, que comenzó a peregrinar a la ermita por el Camino Real. En 1925 recibió el título de real por Alfonso XIII y posteriormente el de imperial por Pedro de Orleans y Braganza.

### Semana Santa
En la década de 1560 se edificó en el municipio el convento franciscano de Santa María de Gracia. Este convento fue abandonado a finales del siglo XIX. A mediados de la década de 1960 fue derribado, aunque los objetos ornamentales que quedaban fueron trasladados a la parroquia y a otros lugares. La Hermandad de la Vera Cruz se fundó en la segunda mitad del siglo XVI y estuvo muy ligada a esta orden. Esta hermandad tiene su sede canónica en la parroquia de Santa María Magdalena. En 1913 se fusionó con la Hermandad del Santo Entierro. Su nombre completo es Venerable, Real, Muy Antigua y Sacramental Hermandad y Cofradía de Nazarenos del Santísimo Cristo de la Vera Cruz, María Santísima del Mayor Dolor y San Juan Evangelista. Esta hermandad procesiona el Viernes Santo.

## Artesanía
Cabe destacar a las bordadoras (María Ángeles Espinar, Mantones Díaz) especializadas en mantones de Manila. En 2007 María Ángeles Espinar fue condecorada con la Medalla de Oro al Mérito en las Bellas Artes.

## Hermanamiento
- Saintes-Maries-de-la-Mer (Francia).[12]